# Il'ja Pomazun
Il'ja Aleksandrović Pomazun (in russo Илья Александрович Помазун?; Kaliningrad, 16 agosto 1996) è un calciatore russo, portiere dello Spartak Mosca.

## Biografia
Suo padre Oleksandr Pomazun era anch'egli un calciatore.

## Carriera

### Club
Cresciuto nel settore giovanile del CSKA Mosca, ha ottenuto la sua prima convocazione in prima squadra il 3 marzo 2012, all'età di 15 anni, in occasione dell'incontro di Prem'er-Liga pareggiato 2-2 contro lo Zenit San Pietroburgo. Promosso definitivamente nel marzo 2017, ha debuttato fra i professionisti il 6 agosto giocando da titolare il match di campionato perso 2-1 contro il Rubin. Il 23 ottobre dell'anno seguente ha fatto il suo esordio in UEFA Champions League, nel corso dell'incontro della fase a gironi perso 3-0 contro la Roma.
Il 5 agosto 2020 ha rinnovato il proprio contratto fino al 2025 ed è stato ceduto in prestito all'Ural fino al termine della stagione.

### Nazionale
Il 17 ottobre 2023 esordisce in nazionale maggiore nell'amichevole pareggiata contro il Kenya (2-2).

## Statistiche
Statistiche aggiornate al 28 marzo 2021.

### Presenze e reti nei club
| Stagione          | Squadra           | Campionato        | Campionato | Campionato | Coppe nazionali | Coppe nazionali | Coppe nazionali | Coppe continentali | Coppe continentali | Coppe continentali | Altre coppe | Altre coppe | Altre coppe | Totale | Totale | Totale |
| Stagione          | Squadra           | Comp              | Pres       | Reti       | Comp            | Pres            | Reti            | Comp               | Pres               | Reti               | Comp        | Pres        | Reti        | Pres   | Reti   |        |
| ----------------- | ----------------- | ----------------- | ---------- | ---------- | --------------- | --------------- | --------------- | ------------------ | ------------------ | ------------------ | ----------- | ----------- | ----------- | ------ | ------ | ------ |
| 2011-2012         | CSKA Mosca        | PL                | 0          | 0          | CR              | 0               | 0               |                    | -                  | -                  |             | -           | -           | 0      | 0      |        |
| 2012-2013         | CSKA Mosca        | PL                | 0          | 0          | CR              | 0               | 0               |                    | -                  | -                  |             | -           | -           | 0      | 0      |        |
| 2013-2014         | CSKA Mosca        | PL                | 0          | 0          | CR              | 0               | 0               |                    | -                  | -                  |             | -           | -           | 0      | 0      |        |
| 2014-2015         | CSKA Mosca        | PL                | 0          | 0          | CR              | 0               | 0               |                    | -                  | -                  | SR          | 0           | 0           | 0      | 0      |        |
| 2015-2016         | CSKA Mosca        | PL                | 0          | 0          | CR              | 0               | 0               | UCL                | 0                  | 0                  |             | -           | -           | 0      | 0      |        |
| 2016-2017         | CSKA Mosca        | PL                | 0          | 0          | CR              | 0               | 0               | UCL                | 0                  | 0                  | SR          | 0           | 0           | 0      | 0      |        |
| 2017-2018         | CSKA Mosca        | PL                | 2          | -3         | CR              | 1               | -1              | UCL+UEL            | 0                  | 0                  |             | -           | -           | 3      | -4     |        |
| 2018-2019         | CSKA Mosca        | PL                | 0          | 0          | CR              | 1               | -1              | UCL                | 1                  | -3                 | SR          | 0           | 0           | 2      | -3     |        |
| 2019-2020         | CSKA Mosca        | PL                | 0          | 0          | CR              | 2               | -1              | UEL                | 1                  | 0                  |             | -           | -           | 3      | -1     |        |
| Totale CSKA Mosca | Totale CSKA Mosca | Totale CSKA Mosca | 2          | -3         |                 | 4               | -3              |                    | 2                  | -3                 |             | 0           | 0           | 8      | -9     |        |
| 2020-feb. 2021    | Ural              | PL                | 17         | -22        | CR              | 0               | 0               |                    | -                  | -                  |             | -           | -           | 17     | -22    |        |
| feb.-giu. 2021    | CSKA Mosca        | PL                | 2          | -2         | CR              | 0               | 0               | UEL                | 0                  | 0                  |             | -           | -           | 2      | -2     |        |
| Totale carriera   | Totale carriera   | Totale carriera   | 21         | -27        |                 | 4               | -3              |                    | 2                  | -3                 |             | 0           | 0           | 27     | -33    |        |

## Palmarès
- Supercoppa di Russia: 1

CSKA Mosca: 2018